# São Pedro de Alvito
São Pedro de Alvito era una freguesia portuguesa del municipio de Barcelos, distrito de Braga.

## Historia
Fue suprimida el 28 de enero de 2013, en aplicación de una resolución de la Asamblea de la República portuguesa promulgada el 16 de enero de 2013 al unirse con las freguesias de Couto y São Martinho de Alvito, formando la nueva freguesia de Alvito (São Pedro e São Martinho) e Couto.